# Frankfurter Assoziation
Die Frankfurter Assoziation auch Frankfurter Assoziationsrezess, Frankfurter Provisional-Rezess vom 25. Januar 1697 war eine Kreisassoziation der Vorderen Reichskreise des Heiligen Römischen Reiches gegen Ende des Pfälzischen Erbfolgekrieges. 

## Vorgeschichte

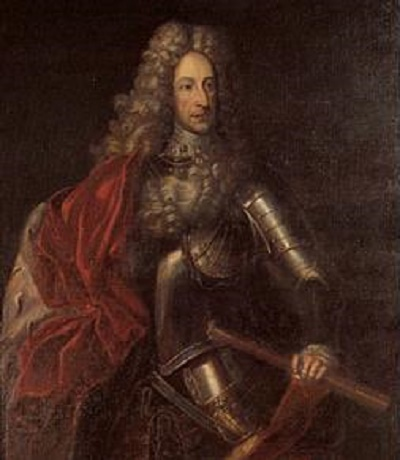
Ludwig Wilhelm von Baden

Das Heilige Römische Reich wurde in der zweiten Hälfte des 17. Jahrhunderts im Westen von Frankreich (Ludwig XIV.) und vom Südosten aus von den Osmanen bedroht. Nicht nur, aber auch vor diesem Hintergrund entwickelte das Reich oder einzelne Reichsstände verschiedene Wehrformen. Der Reichspublizist Johann Georg Kulpis unterschied die mehr oder weniger stehenden Heere der armierten Reichsstände, die Truppen die gemäß der Reichsdefensionsordnung von 1681 aufgestellt wurden und die Verbindung einzelner Reichskreise in den Kreisassoziationen. 
Im Pfälzischen Erbfolgekrieg erwiesen sich zunächst die größeren Territorien mit einem stehenden Heer, die sich im sogenannten Magdeburger Konzert auf ein gemeinsames Vorgehens verständigten, als rasch einsatzbereit. Daneben arbeiteten der schwäbische und fränkische Reichskreis seit 1693 militärpolitisch zusammen. Sie stellten für die Verteidigung der Region am Oberrhein etwa 24.000 Mann auf. Befehligt wurden die Truppen von Markgraf Ludwig Wilhelm von Baden, der sich in den Türkenkriege bereits hervorgetan hatte. Wenngleich er selbst gerne stärker offensiv agiert hätte, zwang ihn der defensive Charakter des Bündnisses zur Zurückhaltung. Es gelang den assoziierten Truppen die Region zu verteidigen. 

## Geschichte

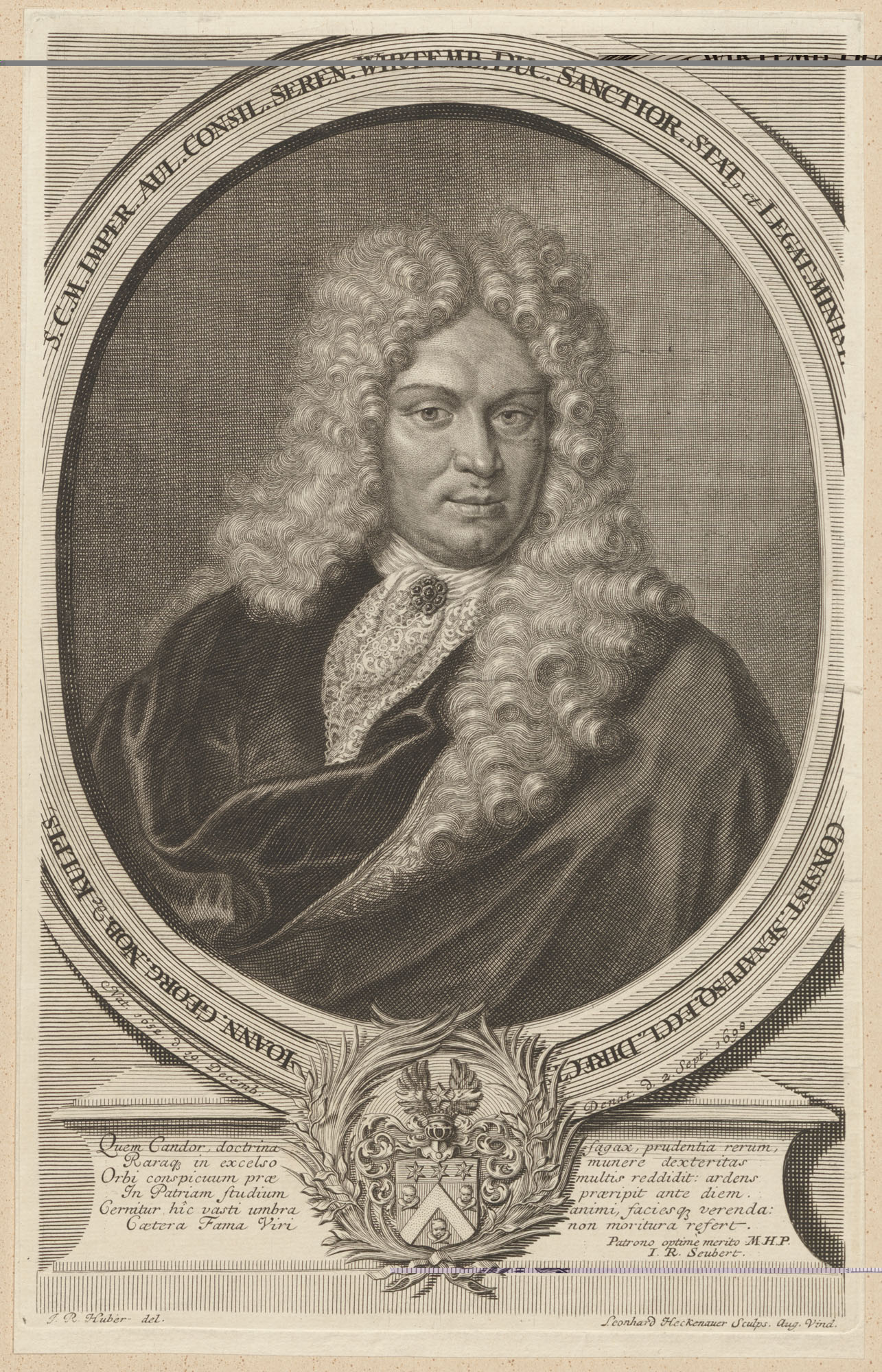
Johann Georg Kulpis

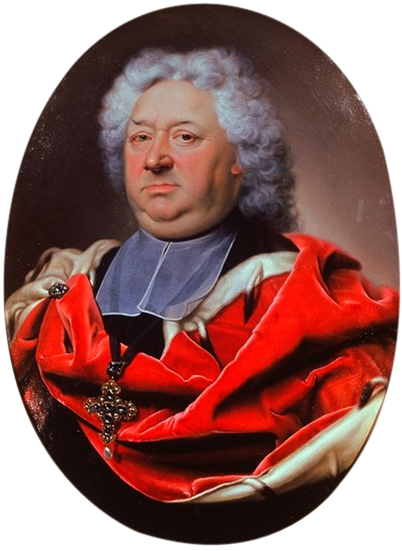
Lothar Franz von Schönborn

Es gab Tendenzen, dieses Bündnis weiter auszubauen und von anderen Kräften unabhängiger zu machen. Einer der Propagandisten war der erwähnte Kulpis, der als württembergischer Kanzler und Diplomat auch politischen Einfluss hatte. In einer viel beachteten Flugschrift warb er für ein Bündnis der vorderen Reichskreise im weitesten Sinn (Fränkischer, Bayerischen, Schwäbischen, Kur- und Oberrheinischen sowie Westfälischen Reichskreis). Neben diesem und dem badischen Markgrafen war der Erzbischof von Mainz und Reichserzkanzler Lothar Franz von Schönborn einer der maßgeblichen Initiatoren. 
Die Assoziation der vorderen Reichskreise wurde Anfang 1697 in Frankfurt am Main begründet. Beteiligt waren die von Kulpis genannten Reichskreise. Es wurde beschlossen, eine Armee von 40.000 Mann in Friedenszeiten und sogar von 60.000 Mann in Kriegszeiten aufzustellen. Befehligt wurde die Armee durch ein einheitliches Oberkommando, verfügte über Artillerie und ein gemeinsames Nachschubwesen. Die angestrebte Truppenstärke wurde nie erreicht. Ein Grund war, dass gerade die oberrheinischen Gebiete von den Auswirkungen des Krieges besonders betroffen waren und ihnen daher eine Verringerung ihres Wehrbeitrages zugesichert wurde. Außerdem schuf der Friede von Rijswijk und damit das Ende des Krieges neue Bedingungen und machte eine militärische Bewährung des Bündnisses unnötig. Dennoch bildete es einen Höhepunkt des Assoziationskonzepts. Die beteiligten Reichskreise und die Assoziation wurden in die große Wiener Große Allianz gegen Ludwig XVI., aufgenommen. 
Neben der akuten Abwehr der französischen Bedrohung versuchten die militärisch schwächeren Reichsstände auf diese Weise eine Art Gegengewicht gegenüber den armierten Reichsständen zu schaffen. Das Bündnis richtete sich nicht direkt gegen Kaiser Leopold I. Aber die Initiatoren warfen ihm doch wenig Engagement in Sachen der Reichsverteidigung vor. Aus diesem Grund wollte man den Kaiser zunächst nicht beteiligen. Man wollte ihn aber auch nicht ausschließen. Über Schönborns Politik in diesem Zusammenhang wurde geäußert „Kaisertreue hieß ihm nicht kaiserliche Leitung.“ In Wien gab es unterschiedliche Meinungen zur Assoziation. Leopold I. bekannte sich schließlich zur Assoziation, beanspruchte aber auch deren Führung.
Problematisch für die hochgespannten Ziele, insbesondere für die Absicht, die Assoziation über Kriegsende hinaus fortzusetzen, war, dass die meisten Reichsstände das Bündnis rein defensiv sahen und es nur für die Dauer des Krieges unterstützten.
Die Assoziation war unter anderem mit Kulpis auf dem Friedenskongress von Rijswijk vertreten, spielte dort neben den Großmächten aber keine nennenswerte Rolle. Auch nach dem Krieg bestand die Assoziation zumindest nominell zunächst weiter. 
Es gelang zwar den Protagonisten der Frankfurter Assoziation nicht, den Assoziationsgedanken zur vorherrschenden militärischen Organisationsform im Reich zu machen, aber die Assoziationen blieben eine Möglichkeit neben anderen und oft gab es Mischverhältnisse in der Praxis.